# Tamalayo
Tamalayo är en ort i Mexiko.   Den ligger i kommunen Tlatlauquitepec och delstaten Puebla, i den sydöstra delen av landet, 180 km öster om huvudstaden Mexico City. Tamalayo ligger 1 261 meter över havet och antalet invånare är 510.
Terrängen runt Tamalayo är varierad. Runt Tamalayo är det ganska tätbefolkat, med 199 invånare per kvadratkilometer. Närmaste större samhälle är Teziutlan, 18,2 km sydost om Tamalayo. I omgivningarna runt Tamalayo växer huvudsakligen savannskog.